# David Solórzano
David Sebastián Solórzano Sánchez
(Diriamba, Carazo, 8 de noviembre de 1980) es un futbolista nicaragüense y exjugador de la Selección de fútbol de Nicaragua y actualmente juega con el equipo de UNAN Managua FC